# بورلنیه
شهر بورلنگه (به سوئدی: Borlänge) (تلفظ شبیه بندرلنگه) در لاندسکاپ (استان) دالارنا در کشور سوئد واقع شده‌است. جمعیت این شهر ۴۱۷۳۴  نفر است.
مردم آرام و مهربان. شهر ساکت و پر از آرامش. 
مرکز مهم تولید فولاد و کاغذ است.
در ۲۰۰ کیلومتری شمال غربی استکهلم در استان دالارنا واقع شده است.